# Johann Ganten

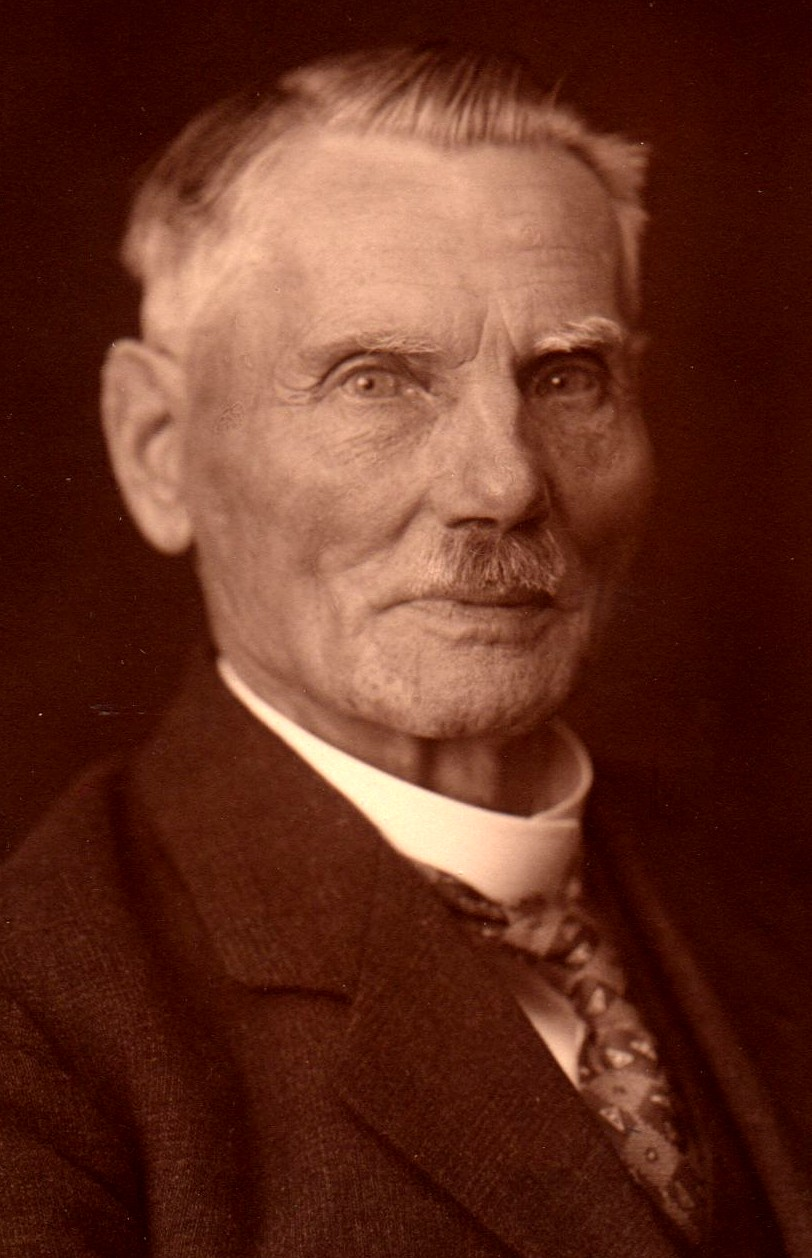
Johann Gustav Ganten war Mitbegründer des Bremerhavener Bürgerparks

Johann Gustav Ganten (* 21. Juni 1855 in Stinstedt; † 13. Januar 1936 in Freschluneberg) war ein deutscher Pädagoge. Er regte die Gründung des Bremerhavener Bürgerparks an.

## Biografie
Ganten entstammte einer Familie, die seit mindestens 1650 in Stinstedt ansässig war. Sein Elternhaus war die heutige Gaststätte Waidmannsruh an der Ringstraße. Die mütterlichen Vorfahren waren in der Lüneburger Heide ansässige Handwerker. Sein Großvater mütterlicherseits zog von der Heide nach Geestendorf und gründete dort zusammen mit seinem Bruder Heinrich ein Baugeschäft.
Ganten wohnte in Geestemünde im Hause Neumarktstr. 24. Das Haus hatte sein Vater bauen lassen. 1914 zog Ganten nach Freschluneberg, wo er die Villa Ganten hatte errichten lassen.

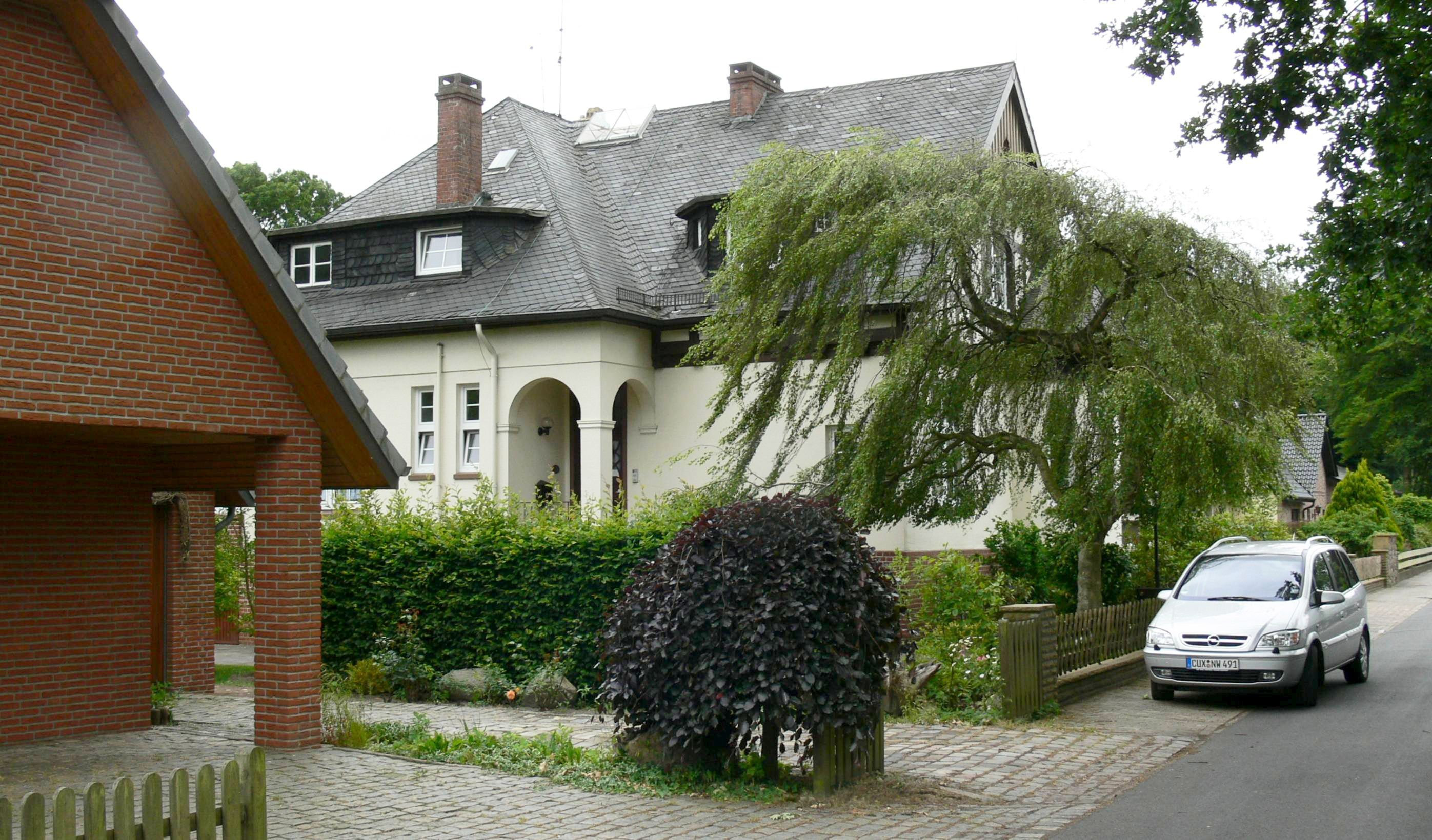
Villa Ganten in der Schmiedestraße in Lunestedt

Er besuchte das Lehrerseminar in Stade. Wie sein Vater, der neben seiner Bauernstelle eine Lehrertätigkeit ausübte, war Ganten als Lehrer in Geestemünde tätig.
Ganten war verheiratet mit Auguste, geb. Allermann (1867–1915), sie hatten vier Kinder. 
Ganten wurde auf dem Geestemünder Friedhof beigesetzt.

### Bürgerparkgründung

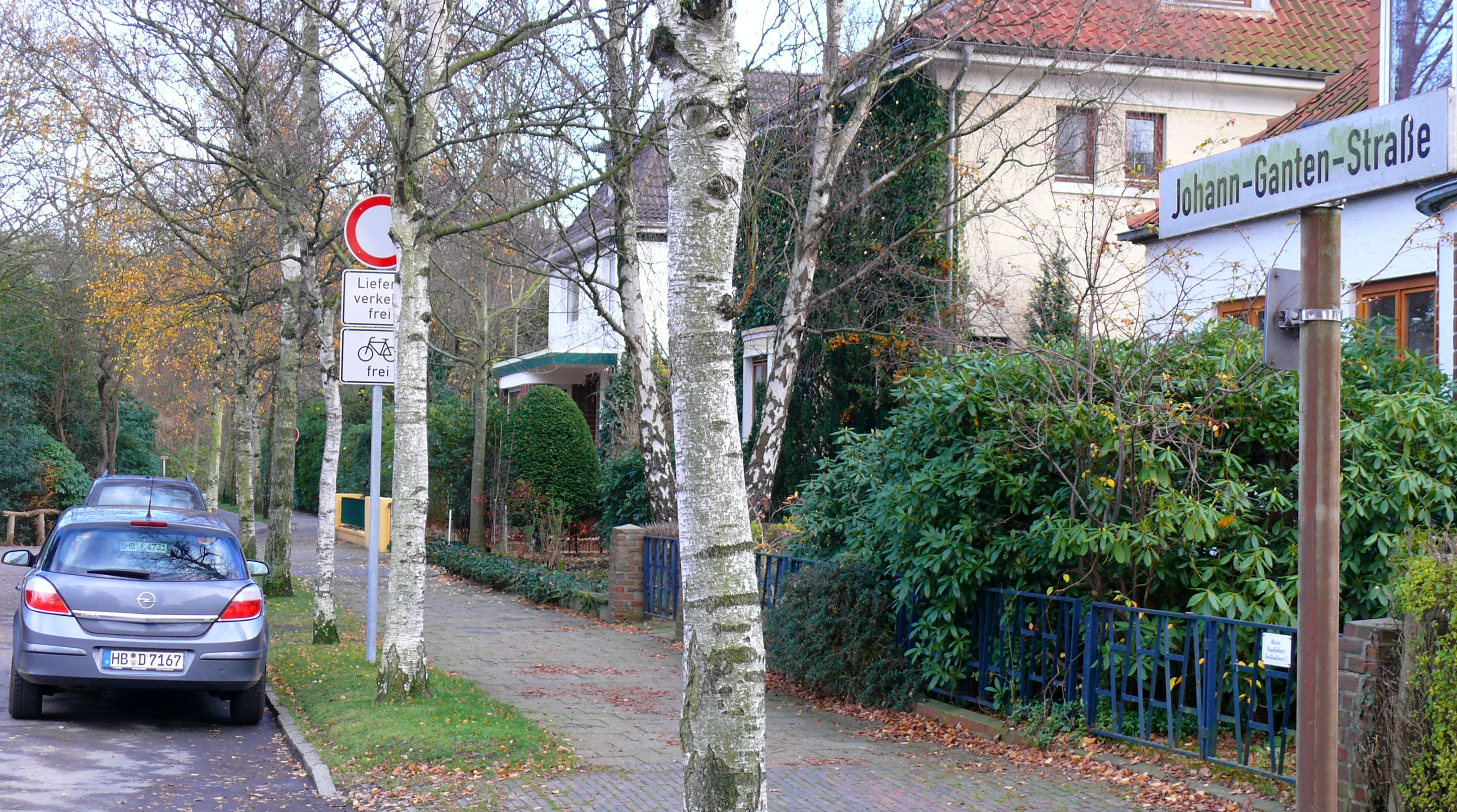
Die Johann-Ganten-Straße führt von der Frühlingstraße aus in den Park

1899 gab Ganten in Bremerhaven zusammen mit zwei Kollegen den Anstoß, ein kleines Stück Wald in der Nähe der Stadt Geestemünde als Erholungsort für die Bürger herzurichten. Bürgermeister Klußmann befürwortete den Plan, und am 12. Dezember 1899 wurde der Geestemünder Waldverein gegründet. Am 1. Juni 1908 konnte der Bürgerpark in Bremerhaven eröffnet werden.

### Ehrungen
Die Johann-Ganten-Straße in Bremerhaven-Geestemünde ist nach ihm benannt.